# Jošihiro Nacuka
Jošihiro Nacuka (japonsko 名塚 善寛), japonski nogometaš in trener, 7. oktober 1969.
Za japonsko reprezentanco je odigral 11 uradnih tekem.